# Dopesick (Fernsehserie)
Dopesick ist eine US-amerikanische Miniserie, die auf dem Sachbuch Dopesick: Wie Ärzte und die Pharmaindustrie uns süchtig machen der Journalistin Beth Macy aus dem Jahr 2018 basiert. Beide erläutern die Opioidkrise in den USA. Die Premiere der Miniserie fand am 13. Oktober 2021 auf dem US-Streamingdienst Hulu statt. Im deutschsprachigen Raum erfolgte die Erstveröffentlichung der Miniserie am 12. November 2021 durch Disney+ via Star als Original.

## Handlung
Ein neues Schmerzmittel namens OxyContin wird durch den Pharmakonzern Purdue auf den Markt gebracht, welches bei den niedergelassenen Ärzten als neues Wunderheilmittel vermarktet wird. Laut dem Konzern liegt die Chance, dass der Verwender des Schmerzmittels eine Abhängigkeit entwickelt, bei weniger als einem Prozent. Aus diesem Grund verschreibt der Hausarzt und Allgemeinmediziner Dr. Samuel Finnix guten Gewissens seinen Patienten das neue Medikament, die als Bergarbeiter in Virginia aufgrund der harten körperlichen Arbeit auf derartige Schmerzmittel zurückgreifen. Doch bald stellte sich heraus, dass die Verwender des Schmerzmittels ein exzessives Suchtverhalten entwickeln. Das ruft den assistierenden Staatsanwalt Rick Mountcastle, die DEA sowie das Gesundheitsamt auf den Plan, die eine Untersuchung des neuen Wundermittels anstreben, während sich das Pharmaunternehmen Purdue schließlich vor Gericht verantworten muss. Währenddessen steigt die Rate der Gewaltdelikte in Virginia rasant an und die Gemeinschaft um die Bergarbeiter versinkt im Chaos. Doch nicht nur das, denn schnell weitet sich das Problem auf das ganze Land aus.

## Besetzung und Synchronisation
Die deutschsprachige Synchronisation entstand nach den Dialogbüchern von Claudia Otto und Ulrike Lau sowie unter der Dialogregie von Bernhard Völger durch die Synchronfirma Iyuno-SDI Group Germany in Berlin.

### Hauptdarsteller
| Rolle             | Schauspieler      | Synchronsprecher         |
| ----------------- | ----------------- | ------------------------ |
| Dr. Samuel Finnix | Michael Keaton    | Joachim Tennstedt        |
| Rick Mountcastle  | Peter Sarsgaard   | Peter Flechtner          |
| Richard Sackler   | Michael Stuhlbarg | Axel Malzacher           |
| Billy Cutler      | Will Poulter      | Konrad Bösherz           |
| Randy Ramseyer    | John Hoogenakker  | Bernhard Völger          |
| Betsy Mallum      | Kaitlyn Dever     | Jodie Blank              |
| Bridget Meyer     | Rosario Dawson    | Claudia Urbschat-Mingues |

### Nebendarsteller
| Rolle                 | Schauspieler      | Synchronsprecher   |
| --------------------- | ----------------- | ------------------ |
| Amber Collins         | Phillipa Soo      | Lea Kalbhenn       |
| John Brownlee         | Jake McDorman     | Dennis Schmidt-Foß |
| Michael Friedman      | Will Chase        | Tommy Morgenstern  |
| Paul Mendelson        | Raúl Esparza      | Dirk Bublies       |
| Jerry Mallum          | Ray McKinnon      | Tobias Lelle       |
| Mortimer Sackler      | Walter Bobbie     | Helmut Gauß        |
| Grace Pell            | Cleopatra Coleman | Josephine Schmidt  |
| Stephanie Mountcastle | Deja Dee          | Agnes Hilpert      |
| Diane Mallum          | Mare Winningham   | Silke Matthias     |

### Gastdarsteller
| Rolle                   | Schauspieler   | Synchronsprecher |
| ----------------------- | -------------- | ---------------- |
| Dr. Alan Spanos         | Rick Espaillat | Till Hagen       |
| Sterling Moore          | Pete Burris    | Lutz Schnell     |
| Randys Krankenschwester | Katie Killacky | Eva Thärichen    |
| Arzt im Krankenhaus     | Dave Pileggi   | Michael Ernst    |

## Episodenliste
| Nr. | Deutscher Titel              | Originaltitel                | Erstveröffentlichung (USA) | Deutschsprachige Erstveröffentlichung (D/A/CH) | Regie           | Drehbuch                        |
| --- | ---------------------------- | ---------------------------- | -------------------------- | ---------------------------------------------- | --------------- | ------------------------------- |
| 1   | Das erste Fläschchen         | First Bottle                 | 13. Okt. 2021              | 12. Nov. 2021                                  | Barry Levinson  | Danny Strong                    |
| 2   | Durchbruchschmerzen          | Breakthrough Pain            | 13. Okt. 2021              | 12. Nov. 2021                                  | Barry Levinson  | Danny Strong                    |
| 3   | Das fünfte Vitalzeichen      | The 5th Vital Sign           | 13. Okt. 2021              | 17. Nov. 2021                                  | Michael Cuesta  | Danny Strong & Beth Macy        |
| 4   | Pseudo-Abhängigkeit          | Pseudo-Addiction             | 20. Okt. 2021              | 24. Nov. 2021                                  | Michael Cuesta  | Jessica Mecklenburg             |
| 5   | Whistleblower                | The Whistleblower            | 27. Okt. 2021              | 1. Dez. 2021                                   | Patricia Riggen | Danny Strong & Benjamin Rubin   |
| 6   | Teufelskreis                 | Hammer the Abusers           | 3. Nov. 2021               | 8. Dez. 2021                                   | Patricia Riggen | Danny Strong & Eoghan O’Donnell |
| 7   | Blackbox-Warnung             | Black Box Warning            | 10. Nov. 2021              | 15. Dez. 2021                                  | Danny Strong    | Danny Strong & Beth Macy        |
| 8   | Das Volk gegen Purdue Pharma | The People vs. Purdue Pharma | 17. Nov. 2021              | 22. Dez. 2021                                  | Danny Strong    | Danny Strong                    |

## Rezeption
Die Kritiken zu Dopesick fielen durchschnittlich bis positiv aus. Bei Metacritic sind 68 % von 25 Kritiken positiv, bei Rotten Tomatoes sind es 89 % von 70 Bewertungen.

## Auszeichnungen
Bei der Verleihung der Golden Globe Awards 2022 gewann Michael Keaton für den Part des Dr. Samuel Finnix die Auszeichnung als Bester Hauptdarsteller in einer Miniserie oder Fernsehfilm. Im selben Jahr erhielt er auch den Emmy.